# La Chorrera (huyện)
Huyện La Chorrera là một huyện (distrito) thuộc tỉnh Panamá ở Panama. Theo điều tra dân số năm 2000, huyện này có dân số 124656 người. Huyện La Chorrera có diện tích 688  km². Huyện lỵ đóng tại La Chorrera.